# Élan Chalon Basket Fauteuil
Le club d'handibasket appelé le Élan Chalon Basket Fauteuil (qui est une section de l'Élan sportif chalonnais) géré par l'association.

## Histoire
L'équipe d'handibasket a été créée en 2009. Une douzaine de licenciés pour commencer, avec Julie Mellenotte comme premier coach. Sandra Cléaux prend le relais ensuite. En 2013-2014, en « Nationale 2 » (Poule B), cette section finit 4e sur 8 avec 8 victoires pour 6 défaites. En 2014-2015, elle termine vice-championne de France de la quatrième division française et monte à l'issue de cette saison en « Nationale 1 C » (N1C) où elle évolue encore 2016-2017 dans la poule A. Elle finit la saison 4e avec un bilan de 9 victoires et 5 défaites. La même année, le Colisée est l'hôte du final four de N1C, remporté par le CH Forezien devant Anglet et Coudekerque, Cambrai finissant quatrième. En 2017 (saison 2017-2018), l'équipe monte en Nationale B (Poule A) soit la deuxième division nationale. Le club handibasket obtient le maintien lors de ses deux premières saisons dans cette division (2017-2018 et 2018-2019).
- Effectif 2019-2020 : Aubin Barillon-Mettler, Valérie Ita, Annabelle Alixe-Picut, Guillaume Legendre, Gregory Prost, Yann Moniere, Simon Farre, Abdé Bouroga, Gregoriy Milyutin, Maxence Humbert, R.Damoizeau, L.Clary, A.Djallali, S.Mohamed-Khalil.

Cette section compte 26 licenciés (dont 8 enfants) en 2013-2014, 30 licenciés en 2014-2015 puis 35 licenciés en 2015-2016. L'équipe réserve évolue en Nationale 2 (Poule C) pour la saison 2019-2020;
L'équipe remporte le titre en Nationale 1 en dominant la saison 2022-2023, devant Meylan Grenoble Handibasket, et accède pour la première fois de son histoire à l'élite nationale, en plus de se voir qualifiée sur la scène européenne pour le tour préliminaire de l'Eurocup 3.
Le club finit 4e lors de sa première saison après sa victoire 58 à 56 contre Toujouse IC en première division et est éliminé en demi finale 77 à 43 par Le Puy-en-Velay. Lors de cette saison l'équipe est éliminé au tour préliminaire (Poule A) de Coupe d'Europe des clubs de basket-ball en fauteuil roulant 2024 en terminant 2e. En mars 2025, au tour préliminaire d'Euroligue 3 l'équipe se qualifie pour la finale à 8 équipes en battant Lille Université Club HB 66 à 48, Beşiktaş Tüpraş JK 88 à 68, Megas Alexandros 91 à 37 et  SSD Santa Lucia 73 à 29.
Le 14 juin 2025, le club remporte le titre de champion de France de trois points au goal-avérage contre Le Puy-en-Velay après une victoire chalonnaise a domicile 62-48 (le 7 juin) et une défaite au Puy-en-Velay 71-60 le samedi suivant.

## Effectifs actuels
Rémi Bayle, Abdel Boughania, Youssef Aboud, Karlis Gabranovs, Youssoupha Diouf, Grigoriy Milyutin, Chemseddine Dahmani, Valérie Ita, Kelian Darjour, Zouhir Boulefa, Lucie Nolet, Damien Cordel, André Massouanga

## Palmarès
Coupe d'Europe
- Challenge Cup / Euroligue 3 :
  - 2025 :  3e place

National
- Champion de France : 2025
- Champion de France de Nationale 1 (deuxième division) : 2023